# La Gazette de Maurice
La Gazette de Maurice est un hebdomadaire en français qui paraissait à Maurice au début du XIXe siècle. Son contenu est actuellement retranscrit par des généalogistes.